# Gerecht voor ambtenarenzaken van de Europese Unie
Het Gerecht voor ambtenarenzaken van de Europese Unie was een gespecialiseerd gerecht van de Europese Unie. Het was toegevoegd aan het Gerecht bij het Hof van Justitie van de Europese Gemeenschappen. In 2016 werd deze gespecialiseerde rechtbank opgeheven en sinds 1 september 2016 neemt het Gerecht haar bevoegdheden over.

## Oprichting
Het Verdrag van Nice uit 2000, dat in 2003 in werking trad, heeft eerdere verdragen zodanig gewijzigd dat het mogelijk is geworden om gespecialiseerde rechtbanken voor de Europese Unie in te stellen. Van deze mogelijkheid werd gebruikgemaakt in 2004 toen de Raad van de Europese Unie het Gerecht voor ambtenarenzaken van de Europese Unie in het leven riep. Het statuut en de bevoegdheid van het Gerecht voor ambtenarenzaken is geregeld in Bijlage 1 van "Protocol Nr. 3 betreffende het Statuut van het Hof van Justitie van de Europese Unie" bij het VwEU.

## Samenstelling
Het Gerecht voor ambtenarenzaken bestaat uit zeven rechters, die voor zes jaar worden benoemd. Herbenoeming is mogelijk. Uit het midden van de rechters wordt voor een periode van drie jaar een president gekozen. De rechters worden door de Raad benoemd.

### Voorzitters
| Nr. | Periode     | Voorzitter           |
| --- | ----------- | -------------------- |
| 1   | 2005 – 2011 | Paul Mahoney         |
| 2   | 2011 – 2016 | Sean Van Raepenbusch |

## Bevoegdheid
Binnen de rechtsprekende instelling van de Unie is het Gerecht voor ambtenarenzaken de rechterlijke instantie die gespecialiseerd is op het gebied van geschillen inzake het ambtenarenrecht van de Europese Unie. Voorheen werd deze bevoegdheid uitgeoefend door het Hof van Justitie, en daarna door het Gerecht van eerste aanleg, vanaf de oprichting daarvan in 1989.
Krachtens artikel 270 VwEU is het Gerecht voor ambtenarenzaken bevoegd om in eerste aanleg kennis te nemen van de geschillen tussen de Europese Unie en haar personeelsleden. Het gaat om een 120-tal zaken per jaar, op een personeelsbestand van de instellingen van de Unie dat ongeveer 35 000 personen bedraagt. Deze geschillen betreffen niet alleen de arbeidsverhoudingen als zodanig (bezoldiging, loopbaanverloop, aanwerving, tuchtmaatregelen, enz.), maar ook de socialezekerheidsregeling (ziekte, ouderdom, invaliditeit, arbeidsongevallen, gezinstoelagen, enz.).
Het Gerecht voor ambtenarenzaken is ook bevoegd voor de geschillen tussen elk orgaan of elke instantie en de personeelsleden daarvan, waarvoor het Hof van Justitie van de Europese Unie bevoegd is verklaard (bijvoorbeeld geschillen tussen Europol, het Bureau voor harmonisatie binnen de interne markt (BHIM) of de Europese Investeringsbank en de personeelsleden daarvan).
Het kan daarentegen geen kennisnemen van de geschillen tussen nationale administraties en hun personeelsleden.
Tegen de beslissingen van het Gerecht voor ambtenarenzaken kan binnen twee maanden een tot rechtsvragen beperkte hogere voorziening worden ingesteld bij het Gerecht.

## Procedure
De procedure voor het Gerecht voor ambtenarenzaken wordt geregeld door de bepalingen van het Statuut van het Hof van Justitie van de Europese Unie, meer in het bijzonder door de bepalingen van bijlage I daarbij, en zijn Reglement voor de procesvoering, dat in werking is getreden op 1 november 2007.
De procedure bestaat in beginsel uit een schriftelijke en een mondelinge fase.

### De schriftelijke fase
De procedure begint met een door een advocaat opgesteld verzoekschrift dat naar de griffie wordt gezonden. De griffier betekent het verzoekschrift aan de tegenpartij, die over een termijn van twee maanden beschikt om een verweerschrift in te dienen.
Het Gerecht voor ambtenarenzaken kan beslissen dat een tweede memorie-uitwisseling nodig is.
Personen die aannemelijk maken dat zij belang hebben bij de beslechting van een bij het Gerecht voor ambtenarenzaken aanhangig gemaakt geschil, alsmede de instellingen van de Europese Unie en de lidstaten kunnen in de procedure interveniëren. De interveniënt dient een memorie in, strekkende tot ondersteuning of tot verwerping van de conclusies van een van de partijen, waarop die partijen vervolgens kunnen antwoorden. De interveniënt kan ook opmerkingen maken tijdens de mondelinge behandeling.

### De mondelinge fase
Tijdens de mondelinge fase wordt normaal gesproken een openbare terechtzitting gehouden. Tijdens deze terechtzitting kunnen de rechters vragen stellen aan de vertegenwoordigers van de partijen, en in voorkomend geval, aan de partijen zelf. De rechter-rapporteur stelt een voorbereidend rapport ter terechtzitting op dat de wezenlijke gegevens van de zaak bevat, en waarin wordt aangegeven op welke punten de partijen hun pleidooien moeten concentreren. Dit document wordt in de procestaal ter beschikking gesteld van het publiek.
Vervolgens beraadslagen de rechters op basis van het door de rechter-rapporteur opgestelde ontwerp-arrest en wordt het arrest in een openbare terechtzitting uitgesproken.

### Proceskosten
De procedure voor het Gerecht voor ambtenarenzaken is kosteloos. De kosten van de advocaat die bevoegd is om op te treden voor een rechterlijke instantie van een lidstaat en door wie partijen zich moeten laten vertegenwoordigen, komen daarentegen niet voor rekening van het Gerecht voor ambtenarenzaken. Een partij die de proceskosten niet kan betalen, kan evenwel om rechtsbijstand verzoeken.

### Minnelijke regeling van het geschil
In elke fase van de procedure, en dit vanaf de indiening van het verzoekschrift, kan het Gerecht voor ambtenarenzaken een minnelijke regeling van het geschil proberen te bewerkstelligen.

### De kortgedingprocedure
Een bij het Gerecht voor ambtenarenzaken ingesteld beroep heeft niet tot gevolg dat de tenuitvoerlegging van de bestreden handeling wordt opgeschort. Het Gerecht voor ambtenarenzaken kan evenwel opschorting van de tenuitvoerlegging van de bestreden handeling gelasten, of andere voorlopige maatregelen vaststellen. Op een verzoek om dergelijke maatregelen beslist de president van het Gerecht voor ambtenarenzaken of eventueel een andere rechter - als rechter in kort geding - bij een met redenen omklede beschikking.
Voorlopige maatregelen worden slechts gelast, indien aan de volgende drie voorwaarden is voldaan:
1. het beroep in de hoofdzaak moet op het eerste gezicht gegrond lijken;
2. de verzoeker moet de spoedeisendheid aantonen van de maatregelen zonder welke hij ernstige en onherstelbare schade zou lijden;
3. bij de voorlopige maatregelen moet rekening worden gehouden met de afweging van de belangen van de partijen tegen het algemeen belang.
De beschikking heeft een voorlopig karakter en mag niet vooruitlopen op de beslissing van het Gerecht voor ambtenarenzaken in de hoofdzaak. Tegen de beschikking kan overigens hogere voorziening worden ingesteld bij het Gerecht.

### De taalregeling
De taal van het verzoekschrift wordt de procestaal van de zaak. Dit kan een van de 23 officiële talen van de Europese Unie zijn.
De pleidooien tijdens de mondelinge fase van de procedure worden naargelang van de behoeften simultaan vertaald in verschillende officiële talen van de Europese Unie. De rechters beraadslagen zonder tolk in een gemeenschappelijke taal, namelijk het Frans.